# Островен еялет
Джезаир или още Еялет на Архипелага (на османски турски: ایالت جزایر بحر سفید, Eyālet-i Cezāyir-i Baḥr-i Sefīd, „Еялет на островите на Бяло море“) е османска провинция първо ниво /Еялет/ (до 1590 година се използва терминът бейлербейство). От създаването на бейлербейството до танзиматските реформи от средата на 19 век е на лично подчинение на капудан пашата начело на османския флот. Обхваща гръцките земи в/на Османската империя.

## История
Сформиран през 1533/34 г. специално за Хайредин Барбароса, който и пръв получава новата титла капитан на флота.
Границите на еялета се менят във времето обхващайки санджаците на Коджаели, Сугла (Смирна) и Бига на Анадола и Лепанто (Инебахти), Ливадия (Егрибоз), Етолоакарнания (Карли-или), Мистра (Мезистре) и Лесбос (Мидили), откъснати от Румелийския еялет, за да се обособи първоначалната му територия като Еялет на архипелага.  До 18 век капуданпашата начело на еялета на Архипелага имал седалище в Галиполи.
В 1546 г. към бейлербейството бил присъединен Родос, а в 1617/8 г. и санджаците на Хиос, Наксос и Андрос. През 1670 г. към територията на еялета е добавен Кипър, който през 1703 г. е отделен в лично владение (хас) на великия везир. В 1785 г. Кипър е върнат в патримониума на еялета. Крит, поради венецианското му владение, никога не е бил част от еялета.